# Intiyaco (Santa Fe)
Intiyaco es una localidad y comuna del departamento Vera, provincia de Santa Fe, Argentina. Dista 360 km al norte de la ciudad de Santa Fe, sobre la ruta provincial 3, y a 90 km de la cabecera departamental, Vera.

## Personalidades destacadas
- Horacio Guarany (1925-2017): Folclorista y cantautor argentino.

## Toponimia
La denominación es del vocablo quechua que significa: “Aguada del Sol”

## Población
Cuenta con 1,405 habitantes (Indec, 2022), lo que representa un descenso frente a los 1,690 habitantes (Indec, 2010) del censo anterior.
| Gráfica de evolución demográfica de Intiyaco entre 1991 y 2022 |
|                                                                |
| Fuente: Censos nacionales del INDEC                            |

La localidad está en plena zona de bajos submeridionales y dentro de la denominada “Cuña Boscosa”. Dentro de la misma población se puede diferenciar a las distintos tipos de persona, los que tienen un trabajo estable (empleados públicos, puesteros) y aquellos que viven de la explotación del monte (leña verde, seca, carbón), vendedores ambulantes de masas, pan casero, otras empleadas domésticas, changarines, etc.
La zona es ganadera por excelencia. Unos pocos se dedican a la fabricación de ladrillos, las mayorías de las personas viven en casas de material, palma, adobe.
Se destaca que un 94% de las familias cuentan con energía eléctrica y el 100% cuenta con la red de agua potable, este servicio por la emergencia presenta dificultades en su distribución. 

## Historia
La localidad surge en el año 1892, junto a la inauguración del ramal Vera- La Sabana que recorría la Cuña Boscosa. 
- 1910, según la oralidad histórica, sus primeros habitantes fueron "braceros" temporarios. La empresa inglesa era la "Argentine Quebracho Company", construyendo una fábrica de tanino, con explotación intensiva del quebracho colorado, con destino a la fábrica. Las tierras estaban divididas en dos:
  - una pertenecía a la firma Hartenek, que para entonces ya había establecido dos fábricas en Calchaquí y Santa Felicia,
  - el otro al Banco Territorial. Luego lo compra la Argentine Quebracho Company
- 1915, trazado del pueblo.
- 1918, la compañía pasa a capitales ingleses como parte de la compensación forzosa por los daños durante la guerra de 1914-1918. Así se crea la Forestal Argentina Ltda. La industria taninera hizo surgir esta población, que comenzó a instalarse dentro del espacio preparado para ello cercado con alambres tejidos y de púas, en prevención de ataque de fieras y de indígenas. Primeros habitantes: norteamericanos, italianos y alemanes (obreros y técnicos especializados).
- 1927, se termina la traza urbana y sección quintas, con plaza y campos de deporte, cementerio, iglesia católica, oficinas públicas, etc. Todo realizado sin ningún contacto con la Oficina de Catastro Provincial, órgano ficticio de control de policía. Se generaba una apariencia de progreso; en las festividades patrias, en los edificios de la Forestal Argentina Ltda., fábrica, hospitales, club social, se enarbolaba la bandera argentina a derecha y la bandera inglesa a izquierda.

Su herencia fue una explotación irracional del bosque, y en una serie de poblados creados también con el mismo criterio, es decir, transitorios, sujetos a la fatalidad del agotamiento del quebracho, donde el interés privado de la compañía extranjera se antepuso al interés público del gobierno nacional y provincial. Una vez elegido el sitio para el pueblo, como allí no se trataba de colonizar ni de subdividir para vender lotes destinados a chacras o a la ganadería, La Forestal, sin intervención estatal, con sus propios ingenieros y técnicos, sin denunciar trazado, hizo relevamientos, trazó planos e inició la tarea de construir edificios, viviendas, fábricas, conservando el dominio sobre toda la tierra.

## Parroquias de la Iglesia católica en Intiyaco
| Diócesis  | Reconquista                 |
| --------- | --------------------------- |
| Parroquia | Nuestra Señora de Guadalupe |